# Willi Dickhut
Willi Dickhut (né le 29 avril 1904 à Schalksmühle, mort le 8 mai 1992 à Solingen) est un homme politique et résistant communiste allemand.

## Biographie
Dickhut est le fils d'un transporteur et fait un apprentissage dans la serrurerie et le chariotage. Il s'implique très tôt dans le mouvement ouvrier, prenant part à la grève générale contre le putsch de Kapp en 1920. En 1921, il rejoint la Fédération allemande des travailleurs de la métallurgie (DMV) et en 1926 le Parti communiste d'Allemagne (KPD). Après la division de la DMV à Solingen, Dickhut devient membre du syndicat communiste, l'Association unifiée des métallurgistes. En 1928-1929, il passe huit mois en Union soviétique comme ouvrier qualifié dans une usine de tondeuses à cheveux. Après son retour, il devient de plus en plus actif pour le KPD et est élu conseiller municipal de Solingen en mars 1933.
Le 1er mars 1933, il est arrêté et placé en détention jusqu'en 1935, il est temporairement interné dans les camps de concentration de Börgermoor et d'Esterwegen en plus d'être en prison. Au cours de la Schutzhaft, il est soumis à de graves abus par la Gestapo pendant des mois. Après sa libération, il reprend son activisme illégal pour le KPD à Solingen, affaibli par l'interdiction de 1933. En 1938, il est condamné à un an et neuf mois de prison par le tribunal spécial de Hamm. Ce jugement n'est pas exécuté en raison de sa Schutzhaft et d'une détention provisoire de neuf mois. En août 1944, Dickhut est de nouveau arrêté et est ensuite condamné à mort. Lors d'un bombardement intensif sur Solingen en novembre 1944, il réussit à s'évader de prison.
Après la fin de la Seconde Guerre mondiale, Dickhut redevient un cadre du KPD et est notamment chef adjoint de l'exécutif du parti. Lorsque les staliniens refusent de remettre des documents d'information livrés de Chine sur les critiques de Mao Zedong sur la déstalinisation depuis le XXe congrès du Parti communiste de l'Union soviétique, il entre en conflit avec le parti et en est expulsé à l'été 1966 lorsqu'il critique ces changements. Dans son livre de 1971 Restauration du capitalisme en Union soviétique, il critique la déstalinisation en Union soviétique après l'arrivée au pouvoir de Nikita Khrouchtchev, qu'il considère comme une trahison du socialisme et la cause de l'échec de l'Union soviétique.
Après l'expulsion du KPD, il s'implique dans le Parti communiste d'Allemagne/Marxistes-léninistes (KPD/ML) et, après sa scission en 1970, tient un rôle de premier plan dans la promotion de l'unification du KPD/ML (Voie révolutionnaire) avec l'Union des travailleurs communistes pour former l'Union des travailleurs communistes d'Allemagne (de) (KABD) en 1972, qui prépare la fondation du Parti marxiste-léniniste d'Allemagne en 1982. Dickhut est responsable de l'organe théorique Revolutionärer Weg depuis sa création en 1969 jusqu'en 1991.
Dickhut jouit d'un statut culte au sein du MLPD. Le siège du parti porte son nom ainsi qu'un musée.